# 徳島市加茂名南小学校
徳島市加茂名南小学校（とくしまし かもなみなみしょうがっこう）は、徳島県徳島市鮎喰町二丁目にある公立小学校。

## 沿革
- 1981年 - 加茂名小学校のPTAにて加茂名南小学を校創立。
- 1989年 - 徳島市加茂名南小学校を設置。
- 1990年 - 校歌が出来る。
- 1991年 - 中華人民共和国遼寧省丹東市金湯小学校と友好学校を結ぶ。

## 基礎データ
最寄駅
- JR鮎喰駅

## 通学区域が隣接している学校
- 徳島市加茂名小学校
- 徳島市国府小学校
- 徳島市一宮小学校
- 徳島市上八万小学校
- 徳島市八万南小学校